# 제19회 미국 작가 조합상
제19회 미국 작가 조합상은 1966년 뛰어난 활동을 보인 영화 작가를 기리기 위해 1967년 3월에 열린 시상식이다. Century Plaza Hotel에서 개최되었다.

## 수상 및 후보

### 각본상
- 어니스트 레흐먼 수상
- 러시안스 - 윌리엄 로즈 수상

### 월계수상
- 리처드 브룩스 수상

### 발렌타인 데이비스 상
- 에드먼드 H. 노스 수상

### 에드몬드 J. 노스 상
- 찰스 브래킷 수상
- 리처드 L. 브린 수상